# This I Swear
«This I Swear» es el segundo sencillo de Nick Lachey de su álbum debut SoulO. La balada tiene letra en que él expresa cómo se sintió sobre su casamiento y el amor que tenía por su esposa en esos momentos, Jessica Simpson. Parte de la canción incluye "Te amaré, para siempre, hasta que la muerte nos separe estaremos juntos". Esta canción también fue la canción principal al reality show de televisión de MTV, Newlyweds: Nick and Jessica. 
This I Swear llegó al número 11 en Billboard Under-Bubbling, a pesar de ser pesadamente promocionada, el sencillo se convirtió en el segundo sencillo que no llegó a las listas en Billboard Hot 100.

## Listado
1. "This I Swear"
2. "On and On"